# Teofan Zăvorâtul
Teofan Zăvorâtul (n. 10/22 ianuarie 1815, Chernava⁠(d), Yeletsky Uyezd⁠(d), gubernia Oriol⁠(d), Imperiul Rus – d. 6/18 ianuarie 1894, Vysha⁠(d), comuna Kuplea⁠(d), Regiunea Reazan, Rusia) a fost un stareț și episcop rus, venerat ca sfânt în Biserica Ortodoxă Rusă. La naștere, numele său a fost Gheorghi Vasilievici Govorov. A fost canonizat de Biserica Ortodoxă Rusă în 1988. 

## Biografie
S-a născut pe 10 ianuarie 1815 într-un sat din regiunea Oriol, unde tatăl său era preot. Mama sa provenea deasemenea dintr-o familie de preoți așa încât a primit o educație profund religioasă încă din primii ani.
În anul 1823 a intrat la Școala Teologică din Livnî iar din 1829 a continuat studiile la Seminarul Teologic din Oriol, pe care l-a absolvit cu cele mai bune rezultate, fiind admis la Academia Teologică din Kiev pe cheltuiala statului. Aici mergea adesea la peșterile Lavrei Pecerska care se pare că l-au influențat decisiv în alegerea vieții monahale.
În anul 1841, în luna februarie a fost tuns în monahism cu numele Teofan, în cinstea Sf. Teofan Mărturisitorul, în februarie a fost hirotonit ierodiacon iar în iulie ieromonah.
În același an, după absolvirea cursurilor și obținerea licenței, a fost numit director al Școlii Teologice Sofia din Kiev. Din 1842 a fost director al Seminarului Novgorod, unde a predat psihologie și logică. Începând cu 1844 a preluat Catedra de Morală și Pastorală a Academiei Teologice din Sankt Petersburg unde, după un an, a devenit inspector asistent.
În 1846 fost desemnat membru al Misiunii Ruse din Ierusalim. O dată cu izbucnirea războiului din Crimeea (1853) a revenit în țară. A fost ridicat la rangul de arhimandrit, apoi a fost numit rector al Seminarului Olonets. În 1856 a fost transferat la Constantinopol ca prim preot al bisericii ambasadei, apoi în 1857 a fost chemat la Petersburg pentru a fi numit rector al Academiei Teologice și inspector de religie pentru școlile laice din capitală.
În 1859 a fost hirotonit episcop de Tambov și Shatsk. Aici a înființat o școală pentru fete. În timpul șederii la reședința din Tambov, episcopul Teofan a început să îndrăgească izolata sihăstrie din Vâșa. În vara anului 1863 a fost transferat la Vladimir, unde a slujit timp de trei ani. Acolo a deschis o școală eparhială pentru fete.
În anul 1861 episcopul Teofan era prezent la dezgroparea moaștelor Sfântului Tihon de Zadonsk. Acest eveniment trebuie să-i fi produs o puternică impresie deoarece îl îndrăgise mult pe Sfântul Tihon încă din copilărie. În anul 1866 episcopul Teofan a făcut o cerere pentru a fi eliberat din funcția de episcop al Vladimirului, fiind numit mai-marele Sihăstriei Vâșa și curând după aceea, la o nouă cerere a sa, a fost eliberat chiar și de acea îndatorire.

## Opera
A scris lucrări de teologie morală: Scrisori despre viața duhovnicească (1897), Scrisori despre viața creștină (4 numere, publicate integral după moarte între 1898 - 1901), Scrisori variate despre credință și viață (1892), Ce este viața duhovnicească și cum să te adaptezi la ea, Calea spre mântuire (1868 - 1869, în timpul vieții autorului - 5 ediții), Despre pocăință, Sfânta împărtășanie și îndreptarea vieții, Despre rugăciune și cumpătare.
A făcut execeză la Sfânta Scriptură: Comentarii la Epistolele Sfântului Pavel (toate, cu excepția celei către Evrei), Comentarii la Psalmii 33 și 118 (1891).
A tradus în rusă Filocalia (5 volume), Rânduielile monahale, Războiul nevăzut, Cuvântările Sfântului Simeon Noul Teolog.
În biblioteca Sfântul Sava din Ierusalim a copiat texte de patristică greacă, pe care ulterior le-a tradus.